# Luscious Jackson
Luscious Jackson is een muziekformatie in het genre alternatieve muziek. De band werd opgericht in 1991. In 2000 brachten ze naar buiten dat ze uit elkaar gingen. Er kwam nog wel een album Greatest Hits uit in 2007.
Sinds 2011 zijn ze weer bij elkaar.
De band produceerde onder meer de soundtrack Down to Earth voor de sciencefictionanimatiefilm Titan A.E.. De formatie trad op tijdens de Tibetan Freedom Concerten: in Washington D.C. in 1998 en Amsterdam in 1999.
Daniel Lanois produceerde het album Fever In Fever Out uit 1996.

## Discografie
Albums
- In Search of Manny [EP] (1992)
- Natural Ingredients (1994)
- Fever in Fever Out (1996)
- Electric Honey (1999)
- Greatest Hits (2007)

Neven en solo projecten
- Punk Debutante von Cooler Kids (2003)
- City Beach von Jill Cunniff (2007)
- Gimme Splash von Gabby Glaser (2007)

Singles
- Let Yourself Get Down (Edit)
- Daughters of the Kaos
- CitySong (NY State of the World) (Radio Re-mix)
- Deep Shag (Sunny Ray Mix)
- Here (Squirmel Mix)
- Naked Eye (Radio Edit)
- Under Your Skin
- Why Do I Lie? (Remix)
- Ladyfingers (Guitar Up Version)
- Nervous Breakthrough

Videoclips
- Life of Leisure
- Daughters of the Kaos
- CitySong
- Deep Shag
- Here
- 69 Année Érotique
- Naked Eye
- Under Your Skin
- Ladyfingers
- Let It Snow! Let It Snow! Let It Snow!
- No Preservatives